# Calamaria longirostris
Calamaria longirostris là một loài rắn trong họ Rắn nước. Loài này được Howard & Gillespie mô tả khoa học đầu tiên năm 2007.